# Батоян, Заруи
Заруи Валерьевна Батоян (арм. Զարուհի Վալերիանի Բաթոյան; род. 29 сентября 1979, Ереван) — армянский политик. Министр труда и по социальным вопросам Армении (2019—2020). Член партии «Гражданский договор». Депутат Ереванского городского совета (2017—2018).

## Биография
Родилась 29 сентября 1979 года в Ереване. Окончила ереванскую среднюю школа № 44, где училась на домашнем обучении с 1987 по 1997 год. В 2002 году поступила на факультет журналистики Ереванского государственного университета, который кончила в 2008 году.
Трудовую деятельность начала в 1999 году, работая в организации «Мост надежды». Являясь главным редактором детско-юношеского журнала «Подсолнечник». Занималась проблемами лиц с ограниченными возможностями. С 2012 по 2018 год — директор предприятия «Зарпринт». В течение 2012 года дважды сломала ногу и перенесла операцию. Поскольку у неё с рождения спинальная мышечная атрофия, то врачи рекомендовали ей передвигаться на улице на коляске.
С 2013 по 2017 год являлась председателем «Национального альянса по защите прав лиц с ограниченными возможностями». В 2016 году стала лауреатом Премии всеобщих прав в номинации «инклюзивная стимуляция». С 2014 по 2018 год занимала должность председателя в «Дисабилити инфо».
В 2017 году стала членом Ереванского городского совета. С июня 2018 года по января 2019 года — заместитель министра труда и по социальным вопросам Армении. 18 января 2019 года назначена министром труда и по социальным вопросам Армении в правительстве Никола Пашиняна. В июле 2020 года комиссия по предотвращению коррупции оштрафовала Батоян на 200 тысяч драмов за неверное или неполное заполнение декларации о доходах. 20 ноября 2020 года была освобождена от исполнения обязанностей министра.